# Caifanes MTV Unplugged
Caifanes MTV Unplugged es un disco no oficial desprendido del MTV Unplugged, que son series de conciertos pequeños, donde los artistas tocan su música en forma acústica para la cadena de televisión MTV. Caifanes interpreta sus canciones, siendo el primer grupo mexicano y el segundo iberoaméricano (después de Los Fabulosos Cadillacs), en participar en el mes de octubre de 1994.

## Lista de canciones
Las canciones están ligeramente modificadas. Esto se muestra en la instrumentación, la cual es más compleja y variada, a comparación de las versiones de estudio y el hecho de que la interpretación es en vivo.
| N.º | Título                  | Duración |  |
| 1.  | «Los dioses ocultos»    | 5:08     |  |
| 2.  | «El animal»             | 3:12     |  |
| 3.  | «La célula que explota» | 3:55     |  |
| 4.  | «Nubes»                 | 4:09     |  |
| 5.  | «Hasta morir»           | 4:59     |  |
| 6.  | «Aquí no es así»        | 5:18     |  |
| 7.  | «Aviéntame»             | 5:01     |  |
| 8.  | «Miedo» (bonus track)   | 3:36     |  |
| 9.  | «Quisiera ser alcohol»  | 5:43     |  |
| 10. | «Ayer me dijo un ave»   | 3:55     |  |
| 11. | «Afuera»                | 4:49     |  |
| 12. | «La negra Tomasa»       | 5:27     |  |

## Músicos

#### Caifanes
- Saúl Hernández – Voz, guitarra eléctrica y guitarra acústica
- Alejandro Marcovich – Guitarra eléctrica líder, ebow y guitarra acústica en "Ayer me dijo un ave"
- Alfonso André – Batería

#### Músicos invitados
- Federico Fong – Bajo
- Yann Zaragoza – Teclado
- Jerry Goodman – Violín eléctrico en "Miedo", "El animal" y "La negra Tomasa"
- Lenny Castro – Percusiones
- Jerry Hey – Trompeta en "La célula que explota", "Quisiera ser alcohol" y "La negra Tomasa"

## Curiosidades
- Dos de las canciones de este MTV Unplugged fueron incluidas en el disco recopilatorio  Caifanes La Historia : «Aviéntame» y «Miedo».

- Durante el solo de «Afuera», una de las cuerdas de la guitarra de Alejandro Marcovich se rompió, por lo que improvisó un poco sus arreglos originales al final de la canción.

- En el momento del concierto, Saúl Hernández tenía una infección en la garganta. Meses después, a principios de 1995, esa infección se convirtió en una afección de cuerdas vocales, la cual en 1996 originó el cáncer de garganta que Saúl padeció cuando ya había formado Jaguares.[1]

- Una buena parte de los colaboradores que trabajaron en el álbum El nervio del volcán participaron en este Unplugged.

- Saúl Hernández, antes de interpretar «La negra Tomasa», describió el Unplugged como un "concierto angústico", a causa de la tensa y deteriorada relación que ya tenía con Alejandro Marcovich.

- El álbum no fue lanzado a la venta, pero si fue promocionado durante la gira de El nervio del volcán.
- El concierto no fue acústico, ya que por la tensa relación entre Saúl Hernández y Alejandro Marcovich, decidieron no reversionar ninguna canción, y el programa se llamó  «MTV Unplugged Eléctrico».